# Rangers International
Die Rangers International oder auch Enugu Rangers sind ein Fußballverein aus Enugu in Nigeria. Die Rangers sind neben Heartland F.C. das einzige nigerianische Team, welches noch nie aus der Premier League abgestiegen ist. Seine Heimspiele trägt der Klub im Nnamdi-Azikiwe-Stadion aus. Von ihren Anhängern wird die Mannschaft als „Flying Antelopes“ (deutsch: Fliegende Antilopen) bezeichnet.

## Geschichte

### 1970–2000: Entstehung und erste Erfolge
1970 gründete sich der Verein. Bereits fünf Jahre später schaffte es die Mannschaft ins Finale der CAF Champions League. Die Rangers waren damit das erste nigerianische Team im Endspiel der afrikanischen Champions League. Dort unterlag der Club gegen Hafia FC aus Guinea mit 1:0 und 2:1. Doch bereits das Halbfinale ging in die Geschichte des Vereins ein. Im Hinspiel war die Mannschaft Gast beim ägyptischen Vertreter Ghazl Al-Mehalla. Dieses Spiel endete durch einen späten Treffer mit 1:3 aus Sicht der Rangers. Damals standen Spieler wie Mattias Obianika, Emeka “Owusu” Onyedika und Kapitän Christian Chukwu im Kader der Antilopen. Aufgrund von Verletzungen wurden für das Rückspiel der ehemalige Mannschaftsführer Dominic Ezeani und Kenneth “Kendo” Illodigwe, zu dieser Zeit Student in den Vereinigten Staaten, wieder ins Team geholt. Durch den Einzug ins Halbfinale brach eine Welle der Begeisterung in Enugu an.
Zuschauer zelteten bereits Tage vor dem Rückspiel am Stadion, um Karten für dieses Ereignis zu bekommen. Bereits sieben Uhr morgens war das Nnamdi Azikiwe Stadion voll. Durch große Fanunterstützung konnte das Hinspielergebnis gedreht werden und die Mannschaft zog durch einen 2:0-Erfolg ins Finale ein. Noch im gleichen Jahr (1975) wurde James Ifeanyichukwu Nwobodo Präsident des Klubs und führte ihn zu seinem bisher größten Erfolg, dem African Cup Winners’ Cup. Dieser Pokal ist in mit den europäischen Pokal der Pokalsieger-Wettbewerb zu vergleichen. 1979 schied Nwobodo aus dem Amt aus.

### 2000- heute: Aktuelle Entwicklung
| Saison                                                              | Platz                       | Punkte | Tore        |
| ------------------------------------------------------------------- | --------------------------- | ------ | ----------- |
| 2005                                                                | 02.                         | 67     | 33:22       |
| 2006                                                                | 06. (Staffel A)             | 25     | 19:19       |
| 2007                                                                | 04. (Super-4-Play-off) 0(2) | 3 (30) | 2:4 (20:11) |
| 2007/08                                                             | 08.                         | 57     | 31:26       |
| 2008/09                                                             | 06.                         | 56     | 34:28       |
| 2009/10                                                             | 05.                         | 58     | 34:22       |
| 2010/11                                                             | 06.                         | 62     | 47:30       |
| 2011/12                                                             | 02.                         | 58     | 45:24       |
| 2013                                                                | 05.                         | 58     | 47:37       |
| 2014                                                                | 08.                         | 58     | 45:37       |
| 2015                                                                | 12.                         | 49     | 46:51       |
| 2016                                                                | 01. (Meister)               | 63     | 53:37       |
| 2017                                                                | 13.                         | 53     | 39:44       |
| 2018                                                                | 10.                         | 33     | 19:15       |
| 2019                                                                | 3.                          |        |             |
| 2019/20                                                             | 5. nach Abbruch             |        |             |
| 2020/21                                                             | 7.                          | 62     | 43:31       |
| 2021/22                                                             | 5.                          | 56     | 41:30       |
| In Klammern: Platzierung bei Qualifikation für Meisterschaftsrunde. |                             |        |             |

2005 wurde die Meisterschaft in einer Liga durch Hin- und Rückspiel entschieden. In 38 Spielen konnten die Enugu Rangers zwanzig Siege einfahren, nur einen weniger als der spätere Tabellenerste FC Enyimba. Durch sieben weitere Unentschieden erspielte sich das Team auf 67 Punkte und sicherte sich dadurch die Vizemeisterschaft. Ein Jahr später änderte sich das System um die Austragung der nigerianischen Meisterschaft. Die zwanzig Teams der ersten Liga wurden in zwei Gruppen aufgeteilt, wobei die besten zwei jeder Gruppe die Meisterschaft in einem Kurzturnier ausspielten.
Während der Spielzeit des Jahres 2006 erspielten die Rangers sieben Siege, zwei Unentschieden und verließen sieben Mal den Platz als Verlierer. Dies bedeutete den 6. Platz in der Gruppe A der Premier League. Damit verpasste die Mannschaft mit 25 Zählern die Qualifikation zur Endrunde um die Meisterschaft um sechs Punkte.
Zur Saison 2007 qualifizierte sich die Mannschaft als Tabellenzweiter der Gruppe A für die Super-4-Play-off-Runde, konnte dort gegen die anderen drei Teilnehmer ein Spiel gewinnen und verlor zwei. Dies hatte den vierten Platz zur Folge. Der einzige Sieg resultierte vom 6. Juni 2007 nach einem 1:0-Auswärtserfolg gegen Gombe United FC. Nach dieser Spielzeit wurde das Spielsystem geändert. Es gab keine zwei Staffeln mehr und die Endrunde der Super-4 entfiel ebenfalls. Das neue System passte sich dem europäischen an, wobei insgesamt zwanzig Mannschaften zwischen zwei Sommern den Sieger ausspielen. Zuvor wurde die Meisterschaft in einem Kalenderjahr ausgetragen.
Dem guten Vorjahresabschneiden folgte eine bescheidene Folgesaison, in der Platz acht erreicht wurde. Allerdings blieb die Mannschaft vor heimischer Kulisse ohne Niederlage und errang siebzehn Siege. Auf fremden Boden gelangen nur vier Unentschieden. Weitere Punktgewinne konnten nicht realisiert werden.
Im November 2008 wurde bekannt, dass die Rangers das erste nigerianische Fußballteam sind, das als Unternehmen geführt wird und eigene Kapitalanteile verkaufen kann. Doch zu Beginn des Jahres 2009 zerschlug sich dieser Deal und die Rangers verfielen in Schulden. In der Liga verbesserte sich die Mannschaft und beendete die Saison 2008/09 auf Platz sechs. Durch drei Unentschieden in den letzten fünf Begegnungen verpasste der Verein jedoch eine bessere Platzierung. 2009/10 steigerte sich die Mannschaft nochmals und schob sich auf den fünften Rang nach Abschluss des Jahres. Doch wie schon im Vorjahr ließen die Leistungen auch in diesem Jahr nach und das Team erspielte in den letzten fünf Spieltag nur sieben von fünfzehn möglichen Punkten.

## Stadion
Die Enugu Rangers tragen ihre Heimspiele ihm Nnamdi-Azikiwe-Stadion aus. Die Mehrzwecksportstätte hat eine Kapazität von ca. 22.000 Zuschauern. Benannt wurde sie nach Nnamdi Azikiwe, dem ersten Präsidenten Nigerias.

## Erfolge
- Nigerianischer Meister: 1974, 1975, 1997, 1981, 1982, 1984, 2016, 2023/24
- Nigerianischer Pokalsieger: 1974, 1975, 1976, 1981, 1993
- Nigerianischer Pokalfinalist: 1971, 1978, 1987, 1990, 2000, 2004, 2007, 2023
- African Cup Winners’ Cup-Sieger: 1977
- CAF-Champions-League-Finalist: 1975

## Bekannte ehemalige Spieler
(Auswahl)
| Name des Spielers | Zeitraum           | Bemerkung |
| ----------------- | ------------------ | --- |
| Donald Agu        | (Jugend) 2005–2007 | • u. a. für FC Augsburg, Eintracht Frankfurt und SSV Reutlingen 05 aktiv                                                                             |
| Festus Agu        | 1994 2005-heute    | • u. a. für FC St. Pauli, SC Fortuna Köln und 1. FC Schweinfurt 05                                                                                   |
| Derick Amadi      | 2006–2007          | • zwischen 2003 und 2005 bei den Amateuren des SC Freiburg                                                                                           |
| Onyekachi Apam    | (Jugend) 2004–2005 | • aktueller Nationalspieler Nigerias |
| Joseph Enakarhire | 1998–1999          | |
| Jay-Jay Okocha    | (Jugend) 1969–1980 | • zwischen 1990 und 1996 für Borussia Neunkirchen und Eintracht Frankfurt aktiv • ehemaliger Mannschaftsführer der Nigerianischen Nationalmannschaft |
| Christian Okpala  | (Jugend)           | • u. a. für SpVgg Unterhaching, FC Augsburg und Stuttgarter Kickers aktiv                                                                            |
| John Utaka        | 1997–1998          | • aktueller Nationalspieler Nigerias |
| Albert Yobo       | 1995–1997          | • u. a. für VfL Osnabrück aktiv |
| Kenneth Zeigbo    | 1997               | • ehemaliger Nationalspieler Nigerias |

## Trainerchronik
| Trainer            | Nation  | von               | bis               |
| ------------------ | ------- | ----------------- | ----------------- |
| Daniel Anyiam      | Nigeria | 1970              | ?                 |
| Kosta Papić        | Serbien | ?                 | ?                 |
| Okey Emordi        | Nigeria | 2008              | ?                 |
| Christian Chukwu   | Nigeria | 2008              | August 2009       |
| Alphonsus Dike     | Nigeria | September 2009    | ?                 |
| Okey Emordi        | Nigeria | 1. Februar 2012   | 21. Oktober 2013  |
| John Obuh          | Nigeria | 1. Februar 2014   | 31. Dezember 2014 |
| Imama Amapakabo    | Nigeria | 1. Juli 2014      | 11. April 2017    |
| Gbenga Ogunbote    | Nigeria | 1. November 2017  | 30. Juni 2019     |
| Benedict Ugwu      | Nigeria | 11. Juli 2019     | 24. November 201  |
| Salisu Yusuf       | Nigeria | 28. November 2019 | ?                 |
| Ayuba Mbwas Mangut | Nigeria | 1. November 2020  | ?                 |
| Abdu Maikaba       | Nigeria | 1. September 2021 |                   |